# Проективная модель

Через точку проходит бесконечно много прямых, не пересекающих прямую

Проективная модель (называемая также модель Клейна, модель Бельтрами — Клейна, модель Кэли — Клейна) — модель планиметрии Лобачевского. Предложена итальянским математиком Эудженио Бельтрами.
Немецкий математик Феликс Клейн разработал её независимо.
С её помощью доказывается непротиворечивость геометрии Лобачевского в предположении непротиворечивости евклидовой геометрии.

## История
Эта модель была предложена Эудженио Бельтрами в 1868 году, наряду с моделью Пуанкаре и моделью псевдосферы
Ещё раньше, в 1859 году эту модель построил  Артур Кэли.  
Но он рассматривал её лишь как некоторую конструкцию в проективной геометрии и, 
видимо, не заметил никакой связи её с неевклидовой геометрией. 
В 1869 году с его работой познакомился молодой (20-летний) Феликс Клейн. 
Он вспоминает, что в 1870 году сделал доклад о работах Кэли на семинаре Карла Вейерштрасса 
и, как он пишет, «закончил его вопросом, не существует ли связи между идеями Кэли и Лобачевского. 
Я получил ответ, что это — две далеко отстоящие по идее системы». 
Как говорит Клейн, «я позволил переубедить себя этими возражениями и отложил в сторону уже созревшую мысль». 
Однако в 1871 году он к этой мысли вернулся, оформил её математически и опубликовал.

## Модель
Плоскость Лобачевского представлена в этой модели открытым диском, ограниченным некоторой окружностью, называемой абсолютом.
Точки абсолюта, называемые также «идеальными точками», плоскости Лобачевского уже не принадлежат. 
Прямая плоскости Лобачевского — это хорда абсолюта, соединяющая две идеальные точки.
Движениями геометрии Лобачевского в проективной модели объявляются проективные преобразования плоскости, переводящие внутренность абсолюта в себя. 
Конгруэнтными считаются фигуры внутри абсолюта, переводимые друг в друга такими движениями. 
Если точки {\displaystyle A} и {\displaystyle B} лежат на хорде {\displaystyle PQ} так, что порядок их следования на прямой {\displaystyle PABQ}, тогда расстояние {\displaystyle \ell (A,B)} в плоскости Лобачевского определяется как
{\displaystyle \ell (A,B)={\frac {R}{2}}\,{\rm {ln}}(PQ;BA)}
где {\displaystyle (PQ;BA)} обозначает двойное отношение, {\displaystyle R} — радиус кривизны плоскости Лобачевского.

### Замечания
- Любой факт евклидовой геометрии, описанный на таком языке, представляет некоторый факт геометрии Лобачевского.  Иными словами, всякое утверждение неевклидовой геометрии Лобачевского на плоскости есть не что иное, как утверждение евклидовой геометрии на плоскости, относящееся к фигурам внутри круга, пересказанное в указанных терминах.

- Евклидова аксиома о параллельных явно не выполняется в этой модели, так как через точку {\displaystyle O}, не лежащую на данной хорде {\displaystyle a}, проходит сколько угодно не пересекающих её хорд.

## Свойства
- Хорды, которые встречаются на граничном круге, соответствуют асимптотически параллельным прямым.

- Две хорды перпендикулярны, если, продолженные за пределы диска, каждая проходит через полюс другой (полюс хорды — это точка пересечения касательных к абсолюту в конечных точках хорды). Хорды, проходящие через центр диска, имеют полюс на бесконечности, ортогональный к направлению хорды (отсюда следует, что прямые углы на диаметрах не искажены).

- Окружности в модели становятся эллипсами;
- Орициклам соответствуют эллипс, имеющий с абсолютом соприкосновение порядка 4.
- Эквидистанте прямой соответствуют дуги эллипсов, касающиеся абсолюта в двух абсолютных точках этой прямой.